# Jan Willem Zigeler
Jan Willem Zigeler was een Nederlands politicus, eerst partijloos en later voor de NSB. Van 1932 tot 1941 was hij burgemeester van Oostzaan. Tijdens de Tweede Wereldoorlog werd hij door de Duitse bezetters aangesteld als burgemeester van Bloemendaal.
Zigeler was van 16 mei 1932 tot 23 november 1941 burgemeester van Oostzaan. Al snel na de Duitse inval liet Zigeler zich als pro-Duits kennen. Zo gaf hij op 15 juni 1940 aan het ministerie van Binnenlandse Zaken de namen door van zeven Duitse en Poolse vluchtelingen in zijn gemeente.
Op 25 november 1941 werd hij aangesteld als burgemeester van Bloemendaal. Hij werkte in die functie mee aan allerlei pro-Duitse maatregelen. Zo liet hij een lijst van Joodse inwoners opstellen die ertoe leidde dat zij in 1942 de gemeente moesten verlaten. Zij werden ondergebracht in de Joodse wijk in Amsterdam, in afwachting van hun deportatie naar de vernietigingskampen. Van hen kwamen 108 in concentratiekampen om het leven. Ook andere opdrachten van de bezetters voerde Zigeler loyaal uit, zoals het opleggen van represaillemaatregelen en het ontslaan van ambtenaren die anti-NSB waren. Met ingang van 6 mei 1945 werd hij uit zijn ambt ontslagen na publicatie in de staatscourant.
In juli 1947 werd hij in het kader van de bijzondere rechtspleging veroordeeld tot een vrijheidsstraf die gelijk was aan zijn voorarrest van ruim zes maanden, dit vanwege zijn gezondheidstoestand. Ook werd 15.000 gulden verbeurd verklaard en werd hij ontzet uit het actief en passief kiesrecht.